# Alexius Frederik Christian af Anhalt-Bernburg
Alexius Frederik Christian af Anhalt-Bernburg (tysk: Alexius Friedrich Christian von Anhalt-Bernburg; 12. juni 1767 – 24. marts 1834) var en tysk fyrste, der fra 1796 til 1807 var fyrste og fra 1807 til sin død i 1834 hertug af det lille tyske fyrstendømme Anhalt-Bernburg.
Han var søn af sin forgænger fyrst Frederik Albrecht Han giftede sig i 1794 med Prinsesse Marie Frederikke af Hessen-Kassel, datter af landgreve Vilhelm 9. af Hessen-Kassel. Fyrst Alexius Frederik Christian blev efterfulgt af sin ældste overlevende søn, Alexander Carl.

## Eksterne links
- Wikimedia Commons har flere filer relateret til Alexius Frederik Christian af Anhalt-Bernburg
- Slægten Askaniens officielle hjemmeside Arkiveret 21. august 2018 hos  Wayback Machine

| Alexius Frederik ChristianHuset AskanienFødt: 12. juni 1767 Død: 24. marts 1834 |                                       |                                                                       |
| Titler som regent                                                               |                                       |                                                                       |
| Foregående: Frederik Albrecht                                                   | Fyrste af Anhalt-Bernburg 1796 – 1807 | Efterfølgende: ingen (Anhalt-Bernburg ophøjet til hertugdømme i 1807) |
| Foregående: ingen (Anhalt-Bernburg ophøjet til hertugdømme i 1807)              | Hertug af Anhalt-Bernburg 1807 – 1834 | Efterfølgende: Alexander Carl                                         |